# Havstenshult
Havstenshult är en by i Enslövs socken, Halmstads kommun. Byn låg tidigare i Slättåkra kyrksocken och från 1862 i Slättåkra landskommun men överfördes 1863 i alla avseenden till Enslövs socken.
Byn omtalas 1580 som "Hauenstenoltt". I anges 1729 i Hallands beskrivning som två hemman om vardera ett halvt mantal frälse, lydande under Sperlingsholm. Havstenshult friköptes 1869. Torpet Stensjö uppfördes 1827 som undantagsstuga. Torpet Bohlet uppfördes omkring 1855 och friköptes 1935. Torpet Hanedalen uppfördes 181. Torpet Plönninge uppfördes 1775.
Efterhand har bebyggelsen runt pappersbruket i Nissaström kommit att ske på ägorna. Värnhem uppfördes på Havstenshult 1:6 och 1:54 år 1916, Björkhaga uppfördes på Havstenshult 1:30 år 1932, lärarbostaden vid Nissaströms skola uppfördes 1935 på Havstenshult 1:11. Villorna Havstenshult 1:27 uppfördes 1930, Havstenshult 1:42 uppfördes år 1949 och Havstenshult 1:43 1948, Havstenshult 1:36 år 1939 samt Havstenshult 1:33 år 1927. 